# هوانگ جی-مان
هوانگ جی-مان (انگلیسی: Hwang Ji-man؛ زادهٔ ۸ ژوئیهٔ ۱۹۸۴) بدمینتون‌باز اهل کره جنوبی است.